# Korsør
Korsør é um município da Dinamarca, localizado na região este, no condado de Vestsjaelland.
O município tem uma área de 74,57 km² e uma  população de 20 542 habitantes, segundo o censo de 2004.